# Sonnenritter
Sonnenritter e седми демо албум на Absurd с времетраене 15 минути и 39 секунди, издаден през 1999 година. Музикален издател е Wolftower. Песните в албума са в стил NS black metal.

## Песни
| №  | Име                           | Време |
| -- | ----------------------------- | ----- |
| 1. | Germanien über alles          | 10:10 |
| 2. | Als die Alten jung noch waren | 2:39  |
| 3. | Crux Gammata                  | 2:50  |